# 布赖迪讷
布赖迪讷（法語：Bray-Dunes，法語發音：[bʁɛ dyn]）是法国上法蘭西大區北部省的一个市镇，也是法国最北端的市镇，东与比利时接壤，属于敦刻尔克区。

## 地理
布赖迪讷（51°4'16"N, 2°31'39"E）面积8.57 平方千米，位于法国上法蘭西大區北部省，该省份为法国最北部的省份及最长的省份，西北濒北海，西接加来海峡省，南至埃纳省和索姆省，东与比利时接壤。
与布赖迪讷接壤的市镇（或旧市镇、城区）包括：吉费尔德、聚德科特、德潘讷、吉费尔德。

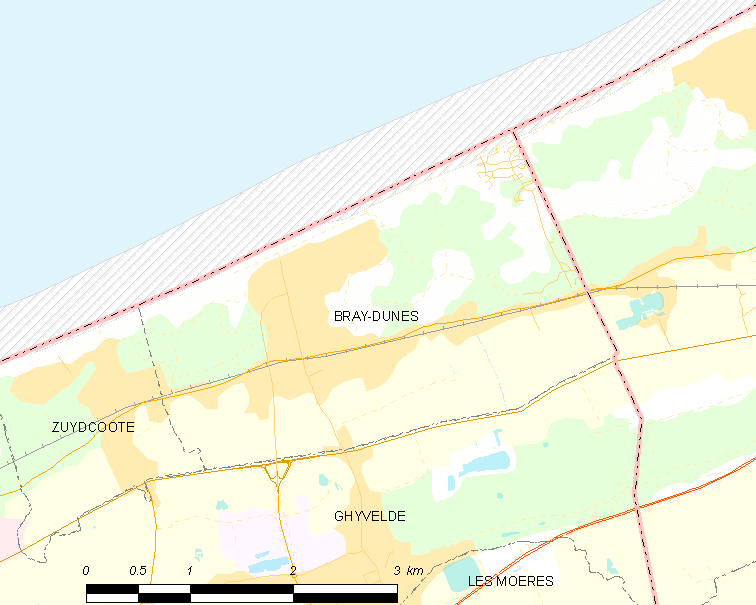
布赖迪讷的OSM定位图

布赖迪讷的时区为UTC+01:00、UTC+02:00（夏令时）。

## 行政
布赖迪讷的邮政编码为59123，INSEE市镇编码为59107。

## 政治
布赖迪讷所属的省级选区为敦刻尔克第二县。

## 人口

1962-2008年间布赖迪讷人口变化图示

布赖迪讷于2022年1月1日时的人口数量为4284人。